# 144692 Katemary
144692 Katemary è un asteroide della fascia principale. Scoperto nel 2004, presenta un'orbita caratterizzata da un semiasse maggiore pari a 2,6715451 UA e da un'eccentricità di 0,1382481, inclinata di 3,02796° rispetto all'eclittica.